# Sofronio Española
Sofronio Española (Bayan ng Sofronio Española) är en kommun i Filippinerna. Kommunen tillhör provinsen Palawan och ligger på ön med samma namn. Folkmängden uppgår till 26 801 invånare.
Sofronio Española är indelat i 9 barangayer.